# Kotzen (Havelland)

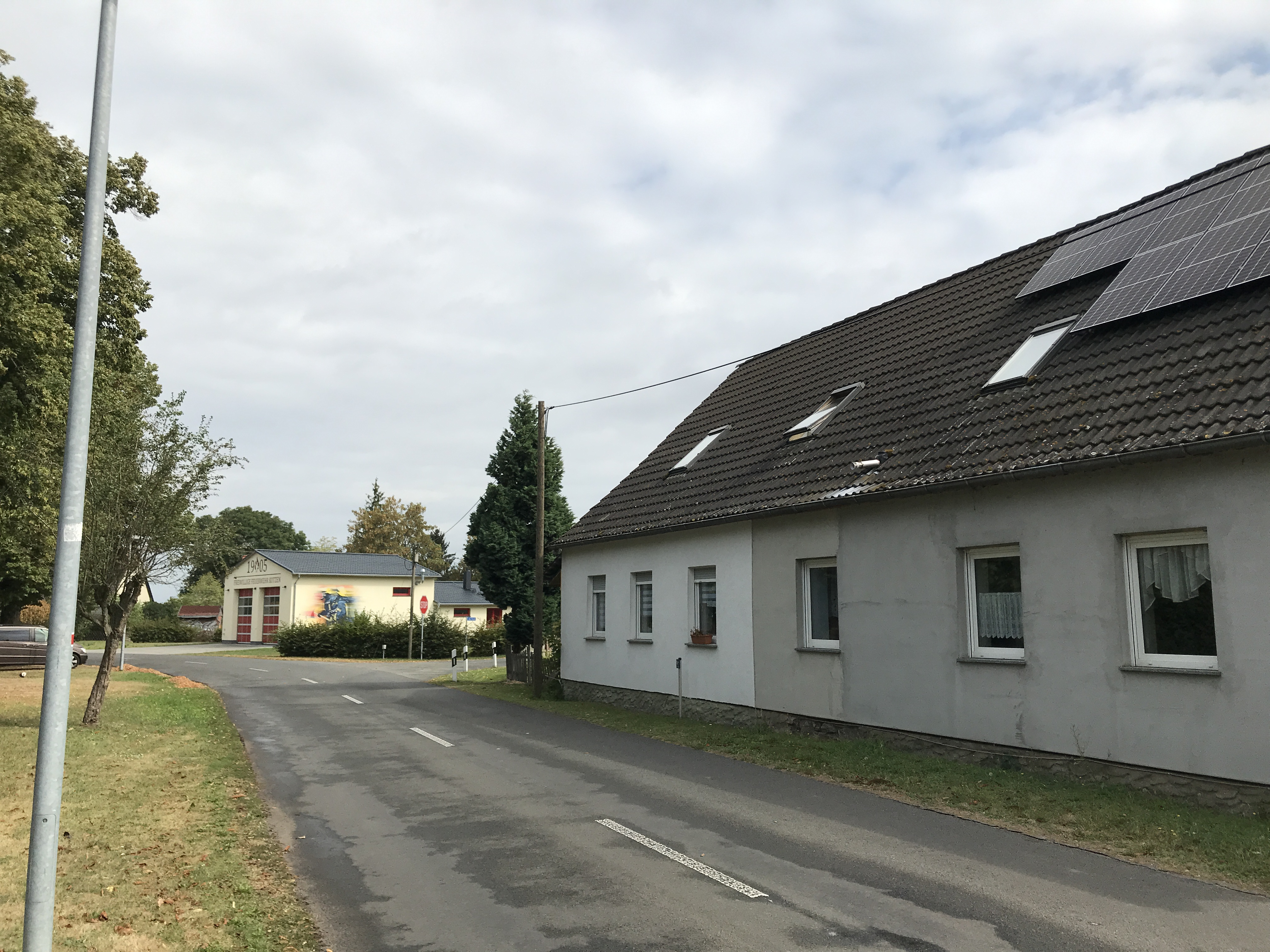
Ortsansicht

Kotzen ist eine Gemeinde im Landkreis Havelland in Brandenburg. Sie wird vom Amt Nennhausen verwaltet.

## Geografie
Kotzen liegt ca. 14 km östlich von Rathenow. Die Gemeinde befindet sich ca. 70 km westlich von Berlin. Sie liegt an der B 188 (Ortsteil Rhinsmühlen) und beidseits des Großen Havelländischen Hauptkanales.

## Gemeindegliederung
Zur Gemeinde Kotzen gehören die Ortsteile
- Kotzen
- Kriele
- Landin

und der bewohnte Gemeindeteil
- Rhinsmühlen

## Geschichte

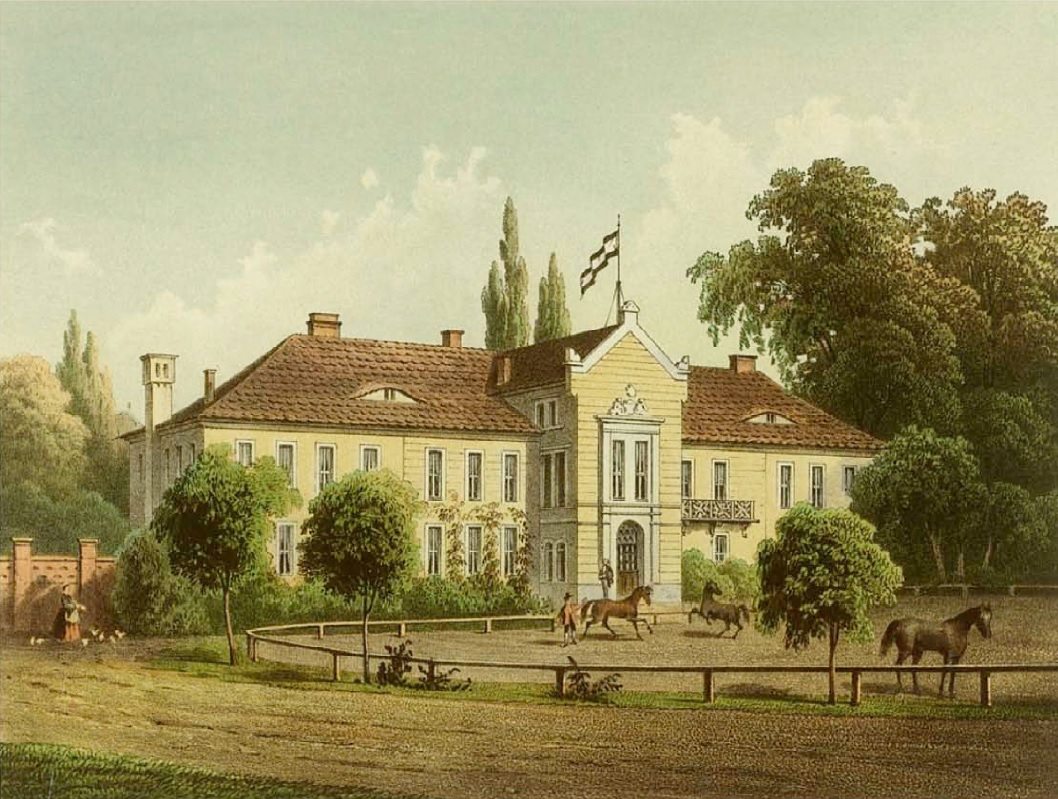
Rittergut Kotzen, Sammlung Alexander Duncker

Der Ortsname ist slawischen Ursprungs und bedeutet „Ort, wo haarige Pflanzen wachsen“.
Westlich Landins befand sich im Mittelalter auf dem Teufelsberg die Burg Landin, die einzige bekannte Höhenburg der Gegend. Kotzen ist 1352 erstmals unter dem Namen Cozym erwähnt worden. 1353 wurde der heutige Ortsteil Landin als Besitz der Familie von Bredow urkundlich erwähnt. Schloss und Gut Kotzen standen seit dem 14. Jahrhundert bis zur Enteignung durch die Bodenreform in der Sowjetischen Besatzungszone im Eigentum der Familie von Stechow. Der Ortsteil Kriele ist vermutlich von Einwanderern aus dem Rheinland (wahrscheinlich Kriel bei Köln) gegründet worden. Er wurde erstmals 1353 urkundlich erwähnt und gehörte – bis auf eine kurze Zeitspanne im 15. Jahrhundert – ebenfalls der Familie von Bredow.
Kotzen, Kriele und Landin gehörten seit 1817 zum Kreis Westhavelland in der preußischen Provinz Brandenburg und ab 1952 zum Kreis Rathenow im DDR-Bezirk Potsdam. Seit 1993 liegen die Orte im brandenburgischen Landkreis Havelland.
Im Zuge der brandenburgischen Gemeindegebietsreform schlossen sich die Dörfer Kotzen, Kriele und Landin am 26. Oktober 2003 zur Gemeinde Kotzen zusammen.

## Bevölkerungsentwicklung
| Jahr | Einwohner |
| ---- | --------- |
| 2010 | 590       |
| 2015 | 585       |
| 2020 | 616       |

| Jahr | Einwohner |
| ---- | --------- |
| 2021 | 614       |
| 2022 | 667       |
| 2023 | 660       |
| 2024 | 650       |

 Gebietsstand des jeweiligen Jahres, Einwohnerzahl: Stand 31. Dezember (ab 1991), ab 2011 auf Basis des Zensus 2011, ab 2022 auf Basis des Zensus 2022

## Politik

### Gemeindevertretung
Die Gemeindevertretung der Gemeinde Kotzen besteht aus acht Gemeindevertretern und dem ehrenamtlichen Bürgermeister. Die Kommunalwahl am 9. Juni 2024 führte zu folgendem Ergebnis:
| Partei / Wählergruppe           | Stimmenanteil | Sitze |
| ------------------------------- | ------------- | ----- |
| Proaktiv Kotzen                 | 52,4 %        | 5     |
| Dorf-Natur-Kultur               | 19,4 %        | 1     |
| Interessengruppe Landin         | 17,7 %        | 1     |
| Einzelbewerberin Marina Hünicke | 10,5 %        | 1     |

### Bürgermeister
- 2003–2014: Marlies Ossenbühl[11]
- 2014–2019: Thomas Behlke (Wählergruppe Dorf-Natur-Kultur)[12]
- 2019–2024: Franziska Blask[13]
- seit 2024: Jan-Peer Michalek (Wählergruppe Proaktiv Kotzen)[14]

Michalek wurde bei der Bürgermeisterwahl am 9. Juni 2024 mit 60,5 % der gültigen Stimmen für eine Amtszeit von fünf Jahren gewählt.

## Sehenswürdigkeiten

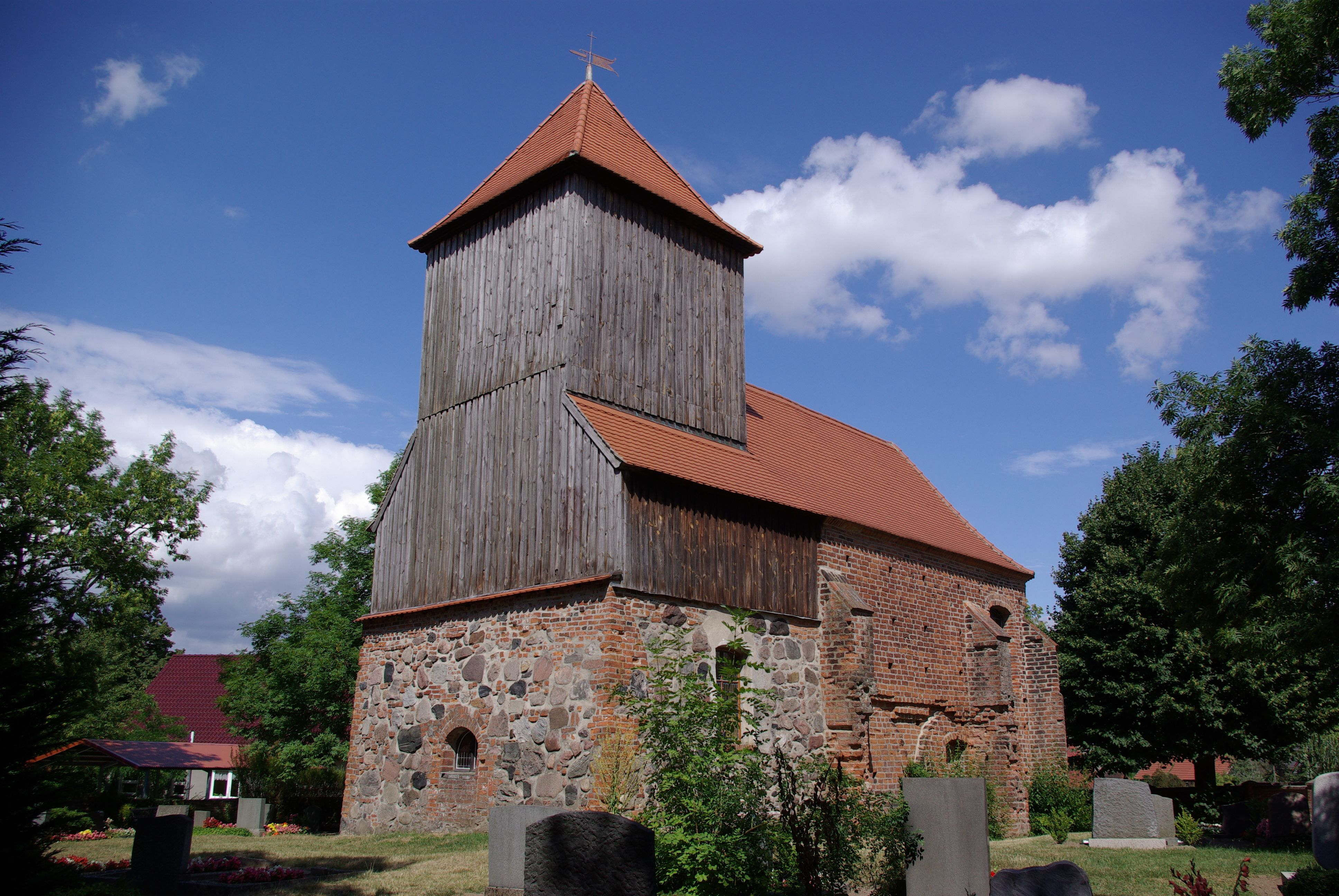
Kirche in Kriele

In der Liste der Baudenkmale in Kotzen (Havelland) stehen die in der Denkmalliste des Landes Brandenburg eingetragenen Denkmäler. Sonstige Sehenswürdigkeiten sind:
- Die Dorfkirche Kotzen ist eine im Kern spätmittelalterliche Saalkirche, die 1711 umfangreich erneuert wurde. Im Innenraum steht unter anderem ein Kanzelaltar aus dem Jahr 1712. Zwei Epitaphien erinnern an das Patronatsehepaar von Stechow.
- Hundertjährige Eichen und Robinien in Kotzen
- Eichenallee in Kotzen
- Wildgehege Kotzen
- Aussichtspunkt Hoher Rott in Kotzen
- Die Dorfkirche Kriele ist eine Saalkirche aus der Mitte des 14. Jahrhunderts, die im 15. Jahrhundert um einen Kirchturm erweitert wurde. Im Innenraum steht unter anderem ein unvollständiger Kanzelaltar aus dem Jahr 1737.
- Die Dorfkirche Landin ist eine Fachwerkkirche aus dem 18. Jahrhundert. Im Innenraum steht unter anderem ein hölzerner Kanzelaltar aus dem Jahr 1736.
- Landschaftsschutzgebiet Landiner See
- Landschaftsschutzgebiet Am Teufelsberg
- Burgwall, Landwehr und Pumpenwerk in Landin

## Wirtschaft und Infrastruktur
Verkehr
Die Bundesstraße 188 zwischen Rathenow und Friesack verläuft über das Gemeindegebiet.
Vom 2. April 1900 bis 1945 war Kotzen Haltepunkt an der Kreisbahn Rathenow-Senzke-Nauen.
Vereine
- Heimat- und Sportverein Kotzen (gegründet Frühjahr 2009)
- Förderverein der Freiwilligen Feuerwehr Kotzen 1905 (gegründet März 2019)[17]

## Persönlichkeiten
- Max von Bredow (1817–1893), Politiker, Grundbesitzer und Oberst
- Karl Klaus von der Decken (1833–1865), Entdecker und Afrikareisender, geboren in Kotzen
- Hedwig von Bredow (1853–1932), langjährige Vorsitzende des Frauenbundes der Deutschen Kolonialgesellschaft, geboren in Kotzen
- Max von Bredow (1855–1918), Politiker und Gutsbesitzer